# Vera Cruz (Aveiro)
Pour les articles homonymes, voir Veracruz (homonymie).
Vera Cruz est une ancienne paroisse civile portugaise (en portugais : freguesia) de la municipalité d'Aveiro et du district du même nom.
La loi no 11-A/2013 du 28 janvier 2013, portant réorganisation administrative du territoire des freguesias, fusionne Vera Cruz avec la paroisse voisine de Glória pour former l’União das freguesias de Glória e Vera Cruz (dont le siège est à Vera Cruz).